# Als in een donkere spiegel
Als in een donkere spiegel (Zweeds: Såsom i en spegel, Als in een spiegel) is een Zweedse dramafilm uit 1961 onder regie van Ingmar Bergman.

## Verhaal
De film speelt zich af op een eiland in de Oostzee. Op dit eiland brengen Karin, haar man Martin, haar vader David en haar broer Minus hun zomervakantie door. Karin heeft kort voordien een psychiatrisch ziekenhuis verlaten. Haar vader David is een auteur, die zojuist uit Zwitserland naar Zweden is teruggekeerd. Karins broer Minus is 17 jaar oud en worstelt met puberteitsproblemen. Haar echtgenoot Martin is een arts en hij vertelt zijn schoonvader dat Karin ongeneeslijk ziek is en zal sterven aan haar ziekte.
Wanneer Karin het dagboek van haar vader leest, ontdekt ze dat hij het verhaal van haar ziekte voor een roman wil gebruiken. Ze confronteert hem tijdens een boottocht met die ontdekking en beschuldigt hem van ongevoeligheid. Ook David heeft echter psychische problemen. Hij voelt zich als auteur aan het einde van zijn loopbaan en had in Zwitserland een poging tot zelfmoord ondernomen.
Karin wordt geplaagd door haar psychische ziekte. Ze heeft visioenen en gelooft dat God haar wil straffen. Dat vertelt ze aan haar broer. Ze gaat steeds verder achteruit en sluit zich op in een kamer, waar ze met God praat. Haar man besluit haar terug te sturen naar de inrichting. Hij geeft haar een kalmerende injectie en Karin wordt met een helikopter weggebracht. Haar vader en broer blijven alleen achter op het eiland. Door een gesprek groeien ze dichter naar elkaar toe.

## Rolverdeling
| Acteur             | Personage |
| ------------------ | --------- |
| Harriet Andersson  | Karin     |
| Gunnar Björnstrand | David     |
| Max von Sydow      | Martin    |
| Lars Passgård      | Minus     |

## Onderscheiding
Deze film kreeg in 1961 een oscar voor de beste buitenlandse film.